# Pàmmenes d'Atenes
Pàmmenes (en grec antic Παμμένης Pamménēs; en llatí Pammĕnēs) va ser un retòric atenenc.
Era contemporani de Ciceró, que en un escrit l'anomena "l'home més eloqüent de Grècia". Era un gran admirador de Demòstenes, els discursos del qual recomanava als seus deixebles. Marc Juni Brut va tenir per mestre de retòrica a Pàmmenes. Ciceró, a les Epistulae ad Atticum menciona un Pàmmenes, però probablement no era aquest.